# Lee Moses
Vincent Lee Moses (Atlanta, 13 marzo 1941 – Atlanta, 26 gennaio 1998) è stato un cantautore, chitarrista e polistrumentista statunitense.

## Biografia
Lee Moses nacque ad Atlanta nel 1941, primo di otto figli, e lì cominciò la propria carriera musicale inizialmente cantando in cori ecclesiastici, imparando a suonare da autodidatta armonica ed organo, e poi fondando, verso la fine degli anni '50, la sua prima band, The Showstoppers, con i quali ebbe una buona popolarità nella capitale georgiana. Trasferitosi a New York nella metà degli anni '60, lavorò come turnista e conobbe Johnny Brantley, che sarebbe diventato suo amico e produttore. Il suo stile chitarristico era descritto come "funky", secondo alcuni accostabile a quello di Jimi Hendrix (per il quale aveva lavorato), mentre diversi critici elogiavano la sua voce "aspra e potente".
Tra il 1965 ed il 1969 Moses pubblicò diversi singoli scritti in coppia con Brantley, tra i quali My Adorable One e Bad Girl (in futuro inserita nella colonna sonora del film Blood Ties - La legge del sangue), ed alcune cover, come quella di Reach Out I'll Be There dei Four Tops, senza tuttavia ottenere alcun successo commerciale. Nel 1971 rilasciò invece il suo unico 33 giri, Time and Place, contenente sia inediti (tra cui What You Don't Want Me To Be) che cover (Hey Joe, California Dreamin') e per il quale si avvalse della collaborazione degli Ohio Players e della sua band, The Disciples; nonostante ciò, anche stavolta vi furono poche vendite.
A seguito di ciò, tornò ad Atlanta e continuò ad esibirsi solo localmente nel locale del fratello, senza più rilasciare incisioni, e poco e nulla si sa dei suoi ultimi anni. Già affetto di vari problemi di salute, causati dal diabete ed aggravati dal consumo di droghe, morì nel 1998 per un cancro ai polmoni.
Nel 2007 la Castle Music pubblicò un'antologia di brani di Lee Moses chiamata Time and Place, come il suo unico album a sua volta ripubblicato restaurato nel 2016. Nel 2019, invece, venne prima pubblicata un'altra raccolta contenente anche pezzi inediti, chiamata How Much Longer Must I Wait? Singles & Rarities 1965–1972, e poi un documentario sulla sua vita, a sua volta chiamato Time and Place.

## Discografia

### Album in studio
- 1971 - Time and Place

### Raccolte postume
- 2007 - Time and Place
- 2019 - How Much Longer Must I Wait? Singles & Rarities 1965–1972